# Парламентские выборы в Грузии (2003)
Парламентские выборы в Грузии прошли 2 ноября 2003 года. Были проведены голосования по выборам в Парламент Грузии, а также референдум.

## Результаты по мажоритарным округам
По пропорциональной системе распределялось 150 мандатов; также выборы проходили в 75 одномандатных округах. В выборах по спискам участвовал 21 список, в одномандатных округах 460 кандидатов. По официальным данным, первое место получило движение «За новую Грузию», второе Союз демократического возрождения Грузии, третье Единое национальное движение, четвёртое Лейбористская партия Грузии, пятое демократы, шестое «Новые правые». Согласно альтернативному подсчёту голосов, в парламент прошли те же партии, но в ином порядке: ЕНД, ЗаНГ, лейбористы, демократы, СДВГ, НП. На 7-м месте по обоим подсчётам оказался список «Промышленность спасет Грузию», не преодолевший семипроцентный барьер. В связи с нарушениями на выборах голосование в многомандатном округе было отменено, и было проведено в марте 2004 года. По одномандатным округам получили мандаты 19 депутатов, баллотировавшихся от блока Шеварднадзе «За новую Грузию», 7 мандатов — от блока «Бурджанадзе-демократы», 11 мандатов — «Национальное движение», 6 мандатов — «Новые правые», 4 мандата — от «Промышленность спасет Грузию», 6 мандатов — у партии «Союз демократического возрождения» под руководством Аслана Абашидзе, 2 мандата — у мажоритариев от «Лейбористской партии», ещё 21 мандат получили независимые кандидаты.
| За Новую Грузию                                                    | 19 |
| Союз демократического возрождения Грузии                           | 6  |
| Национальное движение                                              | 11 |
| Лейбористская партия Грузии                                        | 2  |
| Бурджанадзе-демократы                                              | 7  |
| Новые правые                                                       | 6  |
| Промышленность спасёт Грузию                                       | 4  |
| Независимые кандидаты                                              | 21 |
| Всего                                                              | 75 |
| Избирателей/Явка                                                   | -  |
| Источник: Регнум Архивная копия от 24 июля 2021 на Wayback Machine |    |

## Результаты по общенациональному округу
| Партия                                                               | Голосов   | %    | Мест | +/- |
| -------------------------------------------------------------------- | --------- | ---- | ---- | --- |
| За Новую Грузию                                                      | 407 045   | 21,3 | 38   |     |
| Союз демократического возрождения Грузии                             | 359 769   | 18,8 | 33   |     |
| Национальное движение                                                | 345 197   | 18,1 | 32   |     |
| Лейбористская партия Грузии                                          | 229 900   | 12,0 | 20   |     |
| Бурджанадзе-Демократы                                                | 167 908   | 8,8  | 15   |     |
| Новые правые                                                         | 140 259   | 7,3  | 12   |     |
| Другие партии                                                        | 259 137   | 13,6 | 0    | -   |
| Всего                                                                | 1 909 215 | 100  | 150  |     |
| Избирателей/Явка                                                     | 3 178 593 | 60,1 | -    | -   |
| Источник: Adam Carr Архивная копия от 27 мая 2016 на Wayback Machine |           |      |      |     |

За новую Грузию- Партия Шеварднадзе, Союз возрождения — союзник Шеварнадзе, Единое национальное движение — Партия Саакашвили, Буржанадзе-Демократы- союзник Саакашвили
Результаты по многомандатному округу были отменены в результате революции Роз.

## Нарушения на выборах
Имелись сообщения о нарушениях, в том числе и о вбросах на выборах после открытия участков. Также проблемными были списки избирателей. Михаил Саакашвили призвал тысячи людей отстоять свои избирательные права.
Грузинские аналитики назвали эти выборы очень хаотичными.
Миссия ОБСЕ сказала о нарушениях на этих выборах.
Экзитполлы проведённые американской компанией, Global Strategy, показали выигрыш оппозиции, «Единое национальное движение» получило 20 %, «За Новую Грузию» 14 %. Началась революция Роз. Выборы по единому многомандатному округу были отменены.